# The Most Gigantic Lying Mouth of All Time
The Most Gigantic Lying Mouth of All Time è un DVD dei Radiohead uscito il 1º dicembre 2004.

## Il filmato
È un film in cui vengono riprodotte in ordine cronologico molti delle migliori hits dei Radiohead accompagnate da video musicali; tra un video e un altro inoltre vi sono numerose interviste a membri dello staff dei Radiohead.
Tale opera traccia un percorso psichedelico nella storia del gruppo, dalla sperimentazione di musicalità nuove approdando all'elettronica moderna vera e propria.
Nel documentario\film sono presenti in forma di scherzo interviste ai membri della band che rispondo in maniera del tutto allucinata a domande apparentemente futili, forse per schernire la vacuità delle domande dei giornalisti moderni, forse per puro gioco. La voce e le luci durante tali interviste sono modificate per rendere più allucinante il flusso di immagini e i discorsi. I video su cui si muovono, tortuose, e le musicalità sono per lo più ideati da membri esterni alla band che contribuiscono ad accompagnare i famosi brani del gruppo in una coatta forma di simbiosi psichedelica che conferisce all'intera opera una connotazione del tutto fuori dagli schemi comuni, quasi a creare nella mente dello spettatore un trip tortuoso e angosciante.
Da notare inoltre che durante il susseguirsi di film, per schernire o giocare con lo spettatore, gli autori hanno inserito numerosi titoli di coda, con tanto di "THE END" finale, fasulli che mostrano apparentemente che la pellicola si concluda, ma che inevitabilmente ricomincia con sempre più deliranti flussi di immagini.

## Tracce

### Episode One
1. The Cat Girl (Ebba Erikzon)
2. The Slave (James Field)
3. When An Angel Tries to Sell You Something (Rick Hind and Ajit N. Rao)
4. Skyscape (Vernie Yeung)
5. Sit down. Stand up. (Ed Holdsworth)

### Episode Two
1. Lament (Cath Elliot)
2. The Big Switch (Chris Levitus)
3. The Scream (Paulo Neves)
4. Inside of My Head (Ashley Dean)
5. De Tripas Y Corazon (Juan Pablo Etcheverry)

### Episode Three
1. Listen To Me Wandsworth Road (Ebba Erikzon)
2. Hypnogoga (Louise Wilde)
3. and murders of crows (Paul Rains)
4. Freak Juice Commercial (Rick Hind and Ajit N. Rao)
5. "Running" (Hannah Wise)
6. Push Pulk / Spinning Plates (Johnny Hardstaff)

### Episode Four
1. Dog Interface (Juan Pablo Etcheverry)
2. HYTTE (Gary Carpenter)
3. Momenum (Camella Kirk)
4. Chickenbomb (Vernie Yeung)
5. Welcome to My Lupine Hell (Ashley Dean)
6. The Homeland Hodown (Jason Archer and Paul Beck)
7. I Might Be Wrong (Sophie Muller)
8. The National Anthem (Mike Mills)